# Myron Scholes
Myron S. Scholes (Timmins, Canadà 1941) és un economista i professor universitari canadenc guardonat amb el Premi Nobel d'Economia l'any 1997.

## Biografia
Va néixer l'1 de juliol de 1941 a la ciutat de Timmins, població situada a l'estat canadenc d'Ontario. Va estudiar economia a la Universitat McMaster de Hamilton, on es va graduar l'any 1962. Posteriorment es traslladà fins a la Universitat de Chicago, on realitzà un postgrau el 1964 i el doctorat l'any 1969. Actualment és professor d'economia a la Universitat Stanford.

## Recerca econòmica
Interessat igualment que Robert Merton en els derivats financers, al costat d'aquest i de Fisher Black va desenvolupar el model Black-Scholes, que va permetre el gran desenvolupament de la utilització d'aquests instruments financers.
L'any 1997 fou guardonat, juntament amb Robert Merton, amb el Premi Nobel d'Economia pels seus estudis econòmics sobre els derivats financers. Fisher Black no pogué ser guardonat amb el Premi Nobel donada la seva mort prematura l'any 1995, tot i que fou mencionat pel Comité Nobel en l'atorgament del guardó.